# Heligmomerus astutus
Heligmomerus astutus är en spindelart som först beskrevs av Hewitt 1915.  Heligmomerus astutus ingår i släktet Heligmomerus och familjen Idiopidae. Inga underarter finns listade i Catalogue of Life.